# Abell 400
Abell 400 es un cúmulo de galaxias que contiene a la galaxia NGC 1128 con dos agujeros negros supermasivos en espiral hacia una fusión. 
Estos dos agujeros negros supermasivos están contenidos en NGC 1128, la galaxia, los chorros de radio de microondas, el gas productor de rayos X y la fuente de radio resultante se conocen como 3C 75. La fuente de rayos X 2A 0252+060 (1H 0253+058, XRS 02522+060) puede ser una porción adicional o una más de Abell 400.
Se estima que los agujeros negros están separados por 25,000 años luz y, por lo tanto, tomarán millones de años en colisionar. Si los dos agujeros negros supermasivos se fusionan, formarán un solo agujero negro súper supermasivo.